# Virginia Slims Championships 1973
Il Virginia Slims Championships 1973 è stato un torneo di tennis femminile che si è giocato sui campi in Terra verde del Boca Raton Hotel & Club, a Boca Raton negli USA dal 15 al 21 ottobre campi in terra rossa. È stata la 2ª edizione del torneo di fine anno di singolare, la 1ª del torneo di fine anno di doppio.

## Campionesse

### Singolare
Chris Evert ha battuto in finale  Nancy Richey Gunter con il punteggio di 6–3, 6–3

### Doppio
Rosemary Casals /  Margaret Court hanno battuto in finale  Françoise Dürr /  Betty Stöve con il punteggio di 6–2, 6–4